# Phoenix Effect
Phoenix Effect — альтернативний рок/пост-гранж гурт з Еспоо, Фінляндія. Створена в 2008 році гітаристом і вокалістом Янне Кярккяйненом, гурт випустив два студійні альбоми. Їхній перший альбом Cyanide Skies вийшов 18 лютого 2009 року у Фінляндії і посів 22-е місце у фінських альбомних чартах. Phoenix Effect співпрацює з провідним фінським альтернативним рок-гуртом Poets of the Fall. Марко Сааресто та Оллі Тукіайнен з Poets of the Fall виконали додатковий вокал/гітару для альбому. Вони також зіграли епізодичну роль у відеокліпі Phoenix Effect King See No Evil.
Крім Кярккяйнена, у склад гурту входять Пірі Ніккіля (гітара), Лаурі Хямяляйнен (бас) і Антон Лаурила (ударні).

## Історія
Вокаліст Янне Кярккяйнен був колишнім учасником фінського поп-гурту Sunrise Avenue. Керккяйнен покинув гурт у 2007 році, посилаючись на потребу вивчити власні музичні смаки. Проте через деякий час, він створив Phoenix Effect. Керккяйнен мав багато ідей для пісень, але він відмовився від написання пісень багато років тому, на початку Sunrise Avenue. Він запросив до створення  пісень учасників з Poets Of The Fall, рок-групи, з якою Керккяйнен гастролював під час свого перебування в Sunrise Avenue. Вокаліст Марко Сааресто та гітарист Оллі Тукіайнен написали кілька пісень для дебютного альбому гурту Cyanide Skies.
Протягом весни 2008 року учасники гурту проводили сесії з написання пісень в результаті кожної сесії була записана нова пісня. Кярккяйнен створив демозаписи пісень, і в травні 2008 року матеріал було погоджено. Зрештою це призвело до створення альбому Cyanide Skies.
Дебютний альбом Cyanide Skies був записаний восени 2008 року і вийшов 18 лютого 2009 року. Альбом містив десять рок-композицій. Крім учасників гурту, в альбомі брали участь Ярі Салмінен (ударні) з Poets of the Fall та Яні Снеллман (бас). Марко Сааресто та Оллі Тукіайнен також виступили брали участь у записі кількох треків. Альбом був спродюсований Маркусом Каарлоненом, клавішником та продюсером Poets of the Fall, а також Кярккяйненом, та вийшов під лейблом Poets of the Fall Insomniac у Фінляндії.
Cyanide Skies дебютував під №22 у фінських чартах. Альбом отримав позитивні відгуки від критиків.

## Дискографія

### Студійні альбоми
- 2009 — Cyanide Skies
- 2010 — Phoenix Effect

### Сингли
- 2008 — Broken Promises
- 2009 — King See No Evil
- 2009 — Carry Me
- 2009 — Magic
- 2010 — Euphoria
- 2010 — A Light to Guide[8]
- 2022 — The Edge of Surrender[9]

### Відео
- 2008 — Broken Promises[10]